# Alex Colman
Alex Colman (Sint-Niklaas, 22 luglio 1998) è un ciclista su strada e ciclocrossista belga che corre per il Team Flanders-Baloise.

## Palmarès

### Strada

#### Altri successi
- 2017 (Lotto Soudal U23)

Criterium Sinaai
- 2018 (Lotto Soudal U23)

1ª tappa Okolo Jižních Čech (Jindřichův Hradec, cronosquadre)
- 2020 (Canyon dhb p/b Soreen)

Bornem
- 2022 (Sport Vlaanderen-Baloise)

Classifica scalatori Quattro Giorni di Dunkerque
- 2023 (Team Flanders-Baloise)

Classifica scalatori Quattro Giorni di Dunkerque
Classifica della Combattività Giro del Belgio
- 2024 (Team Flanders-Baloise)

Westrozebeke Koers

## Piazzamenti

### Classiche monumento
- Giro delle Fiandre

2023: ritirato
2025: 95º
- Parigi-Roubaix

2023: ritirato
- Liegi-Bastogne-Liegi

2021: 147º
2022: ritirato

### Competizioni mondiali
- Campionati del mondo gravel

Belgio 2024 - Elite: 80º

### Competizioni europee
- Campionati europei di ciclocross

Huijbergen 2015 - Junior: 10º
- Campionati europei su strada

Plouay 2020 - In linea Under-23: ritirato
- Campionati europei gravel

Belgio 2023 - Elite: 11º